# Rien que la vérité (film, 1931)
Pour plus de détails, voir Fiche technique et Distribution.
Rien que la vérité est un film français réalisé par René Guissart, sorti  en 1931.

## Fiche technique
- Titre : Rien que la vérité
- Réalisateur : René Guissart
- Scénario : Saint-Granier et Paul Schiller, d'après la pièce de James Montgomery
- Dialogues : Saint-Granier
- Photographie : René Dantan
- Décors : Henri Ménessier et René Renoux
- Musique : Lionel Cazaux
- Société de production : Studios Paramount
- Pays d'origine :  France -  États-Unis
- Durée : 92 minutes
- Date de sortie : France - 11 septembre 1931

## Distribution
- Meg Lemonnier : Nicole Regnier-Lambert
- Saint-Granier : Robert
- Pierre Etchepare : Horace
- Armand Lurville : Regnier-Lambert
- Pierre Palau : Richard
- Janine Voisin : Ethel
- Paul Pauley : le pasteur Doran
- Marcelle Praince : Mme Regnier-Lambert
- Christiane Delyne : Miss Anderson
- Jeanne Fusier-Gir : Mlle de Sampa-Larose